# Вулгарис, Стаматис
Стаматис Вулгарис (греч. Σταμάτης Βούλγαρης, фр. Stamati Bulgari 1774—1842) греческий и французский военный инженер, архитектор, градостроитель, и художник. Подполковник французской армии и участник Наполеоновских войн и французской интервенции в Испанию, майор греческой армии и участник Освободительной войны Греции на её завершающем этапе.
В предисловии изданного в 1997 году Инженерным корпусом Греции сборника работ С. Вулгариса, он именуется первым градостроителем (современной) Греции.

## Детство и молодость
Вулгарис родился в 1774 году в городке Левкими на острове Керкира, в семье Александроса Вулгариса (сына Алоизия) и Лукии Панди. Остров в тот период был под контролем Венецианской республики.
С возраста семи лет С. Вулгарис учился в монастыре Святой Июстины в Гарица, где его соучеником был Иоанн Каподистрия, будущий российский дипломат и министр и первый правитель возрождённого греческого государства.
В 1797 году и согласно Кампо-Формийскому мирному договору Керкира, как и другие Ионические острова, была передана Французской Республике.

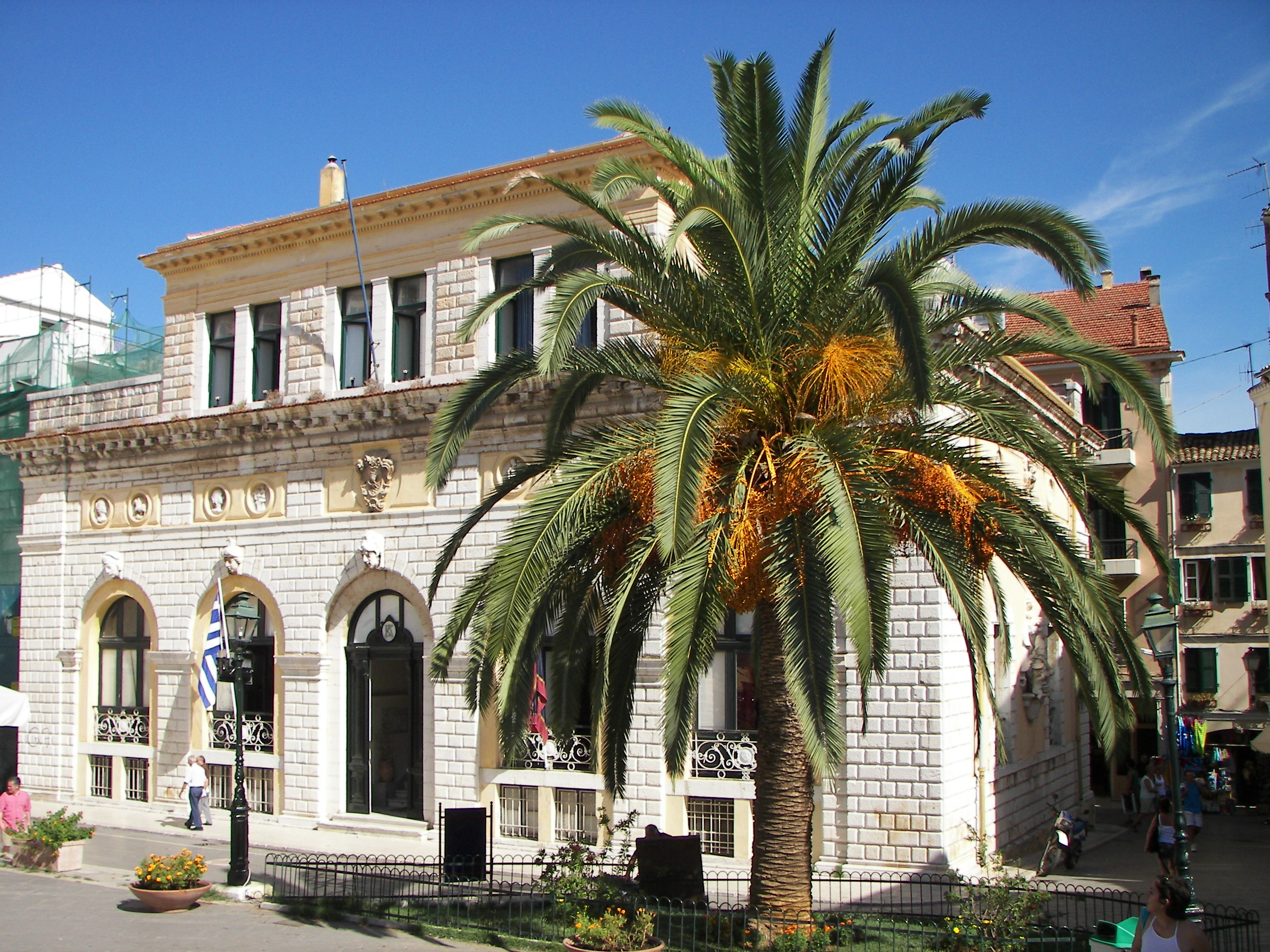
Театр San Giacomo (ныне муниципалитет Керкиры), место подвига Вулгариса.

В ходе осады Керкиры объединёнными российской и османской эскадрами, в 1799 году, пушечное ядро выпущенное с российского корабля упало возле театра San Giacomo города Керкира.
С риском для собственной жизни, Вулгарису, оказавшемуся рядом с местом падения ядра, удалось молниеносно и своевременно обезвредить ядро, вытянув горящий фитиль.
Таким образом ему удалось спасти театр, но одновременно и небольшой отряд французской армии, перевозивший боеприпасы и оказавшийся в тот момент рядом с театром.
Командир французского отряда доложил о подвиге молодого Вулгариса генералу Луи Шабо, командующему французскими войсками на острове. Генерал оценил действия Вулгариса и зачислил храброго и смекалистого молодого грека во французскую армию, обещая ему протекцию и учёбу во Франции.
Когда французские войска приняли предложенную им почётную капитуляцию и вернулись во Францию, в их рядах был и Стаматис Вулгарис.

## Во Франции
Генерал Шабо, будучи личным другом Наполеона Бонапарта, взял Вулгариса под свою протекцию и помог ему поступить на инженерное отделение военного училища в Париже.
В 1808 году Вулгарис получил звание лейтенанта инженера (Lieutenant ingénieur)
Одновременно он учился в Collège des Quatre-Nations (Коллеж Четырёх Наций, где сегодня располагается Институт Франции). Вулгарис стал отличным географом и чертёжником и был зачислен в департамент архивирования и картографирования Министерства войны (Dépôt de la Guerre).

## Во французской армии
В дальнейшем Вулгарис принял участие в военных миссиях периода 1810 −1814 годов, в качестве служащего генерал-губернатора Керкиры Франсуа Донзело.
После того как в 1814 году генерал Донзело эвакуировал свои войска с Керкиры, Вулгарис был арестован англичанами на борту судна в проливе Отранто, охарактеризован как шпион и в этом качестве отправлен в тюрьму на острове Мальта.
Вскоре он был освобождён и принял участие во французской миссии в Эпире и Албании, но затем был отозван во Францию и принял участие в битве при Ватерлоо в июне 1815 года.
После поражения Наполеона Вулгарис ушёл из армии, но был возвращён королевскими властями в армию в звании капитана (Capitaine).
30 января 1817 года, указом короля Людовика XVIII Вулгарис официально стал подданным Франции

## Барбизонская школа
Одновременно со своей военно-инженерной учёбой, в Париже Вулгарис учился живописи в ателье Жака Луи Давида.
В 20-х годах, вместе со своим соучеником в живописи Камилем Коро, Вулгарис стал одним из первых членов нового поколения художников неоклассицистов, которое позже получило имя «Барбизонская школа».
Эта известная колония пейзажистов включала в себя таких художников как Шарль Добиньи, Теодор Руссо, Жан Милле, Густав Курбе, которые работали вместе в нескольких километрах от Парижа, в лесу лесу Фонтенбло.
Вулгарис и Коро поселились вместе в селе Chailly-en-Bière с июля 1821 года. Коро написал несколько портретов Вулгариса «в кровати» и «сидя перед мольбертом»
Рисунки Вулгариса 1821-22 годов были опубликованы в его мемуарах, Souvenirs (изданных в 1835 году).
Это первое известное описание этой колонии художников.

## Поход в Испанию
Испанская революция 1820 года вызвала негативную реакцию монархий Священного союза, который в 1823 году санкционировал интервенцию в Испанию французской армии.
Вулгарис принял участие в этой интервенции и воевал в рядах 3-го корпуса Армии Пиренеев. В ходе этого похода Вулгарис написал две главы своих мемуаров Souvenirs из дворца Аламбра в Гранаде.

## Антилы и Гайана
В декабре 1825, Вулгарис связался с генералом Анри Бодраном (Henri Baudrand) и сопроводил его в инспекции инженерной службы армии в Французской Гайане, на Барбадосе и Мартинике, где он вновь встретился с губернатором Мартиники генералом Донзело, своим бывшим командиром на Ионических островах. В ходе этой экспедиции Вулгарис дважды болел тропической лихорадкой. Он вернулся во Францию в августе 1826 года и посвятил главу своих Мемуаров этому путешествию.

## В восставшей Греции — градостроительство и бои
Нет оснований утверждать что Греческая революция начавшаяся в 1821 году оставила Вулгариса безучастным. Но нет также данных о его причастности к организациям помощи повстанцам, тем более что 1821 год стал вехой художественной деятельности Вулгариса, что он оставался в французской армии и в 1823 году принял участие в интервенции в Испанию, а в 1825-26 годах находился на Антилах и Гайане.
Однако в 1825 году, после получения известия о смерти лорда Байрона в Месолонгионе Вулгарис писал Αναμνηστικά : " Греки, к оружию! К оружию! " (Grecs, aux armes! aux armes!).
В октябре 1827 года, Иоанн Каподистрия, ушедший с российской службы чтобы стать первым правителем возрождённой Греции, прибыл в Париж с целью запросить у французского правительства советников и офицеров для организации армии возрождающегося государства.
По рекомендации французского Министерства войны, капитан генштаба французской армии, Стаматис Вулгарис и три других офицера (капитан артиллерии Jean-Henri-Pierre-Augustin Pauzié, капитан топографической службы Пьер Петье и капитан инженерной службы (Auguste-Théodore Garnot)) были командированы в Грецию в 1828 году для обучения молодых греческих военных инженеров.
Д.Фотиадис в своей Истории упоминает Вулгариса в свите И. Каподистрии в Анконе перед его отбытием в Грецию):Δ-17,
Каподистриас оставался в Анконе сорок дней, что дало возможность ему вновь познакомиться со своим земляком и бывшим соучеником по монастырской школе, чьи пути разошлись десятилетиями раннее следуя службе России (Каподистрия) и Франции (Вулгарис).
Столь длительное пребывание позволило И. Каподистрии оценить технические знания Вулгариса и проникнуться доверием к земляку.
Вместе в Каподистрией и его свитой, на английском фрегате Warspite, Вулгарис прибыл 7 января 1828 года в Нафплион, где Каподистрия принял правление страной.
Все четверо командированных французских офицеров были в контакте со штабом генерала Мезона, командующего Морейской экспедиции французской армии, целью которой было завершить эвакуацию турецко-египетских войск Ибрагима паши из Пелопоннеса, но выполняли указания Каподистрии.
Капитан Позье организовал по указанию Каподистрии Артиллерийское училище а затем Военное училище эвэлпидов, прототипом которого стала Французская политехническая школа (École Polytechnique)
Капитану Петье было поручено организовать издание карт возрождённого государства.
Каподистрия поручил Вулгарису срочную и неотложную задачу — произвести изыскания удобного места в городе для строительства квартала для беженцев войны.
Беженцы тысячами ютились за стенами крепостей города, не имея ни крова, ни работы, ни еды.
Вулгарис в короткий срок разработал план квартала согласно Гипподамовой системе, в то время как Каподистрия дал новому кварталу характерное имя Про́ния (Πρόνοια — (социальное) Обеспечение).
Последовали поручения и других градостроительных планов: разрушенных Триполи и Аргоса, в сотрудничестве с французским капитаном Гарно.

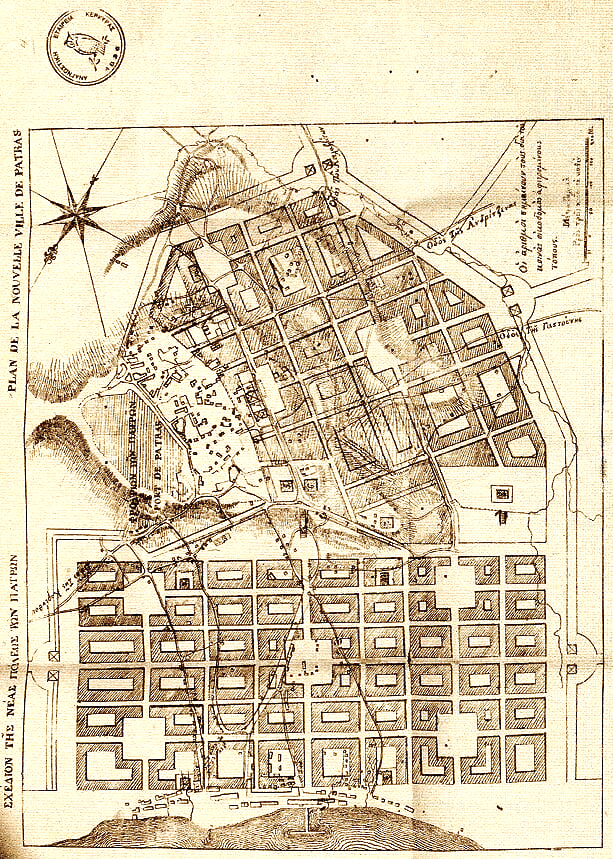
Первоначальный градостроительный план Патр, разработанный в 1829 году Стаматисос Вулгарисом и Огюстом Гарно.

Но вершиной градостроительной работы Вулгариса стала разработка плана города Патры в 1829 году. Он прибыл туда 5 декабря 1828 года сопровождаемый капитаном Гарно.
Город Патры, который был в числе городов-сёл Греции претендующих на то что именно там в марте 1821 года началась Греческая революция, на протяжении восьми лет был ареной непрерывных боёв.
Окончательно город был разрушен турецко-египетскими войсками Ибрагима паши который оставил после себя одни руины. Он снёс здания, сжёг сады и выкорчевал корни всех деревьев, разрушил причалы городской крепости.
Вулгарис предложил построить современный город на побережье, которое тогда было более свободной и обширной площадкой. Город геометрически принял форму большого параллелограмма, который граничил с прибрежной зоной и второго, который заканчивался у окраин старого города. Семнадцать перпендикулярных широких ведущих в гору дорог пересекались под прямым углом с восемью горизонтальными, разделяя город на 100 больших строительных кварталов
Он планировал также построить девять симметричных площадей, набережные и причалы, широкие подветренные проспекты с аллеями деревьев, фонтаны, портики, зоны зелени вокруг крепости, и три главных ворот откуда шли дороги на Гастуни, Калаврита и Коринф.
Расходы на озеленение Патр Вулгарис изъявил желание покрыть за счёт причитавшегося ему гонорара
Однако первоначальный план не был осуществлён полностью, поскольку Каподистрия был вынужден уступить давлению местных землевладельцев. К тому же существовала и реальная проблема отсутствия необходимых финансов для осуществления плана Вулгариса: в 1830 году из 5 симметричных площадей, которые Вулгарис планировал создать в пределах параллелограмма, граничившего с прибрежной зоной, в конечном итоге были созданы только две.
После предоставления плана Патр Каподистрии, Вулгарис был зачислен в регулярный полк греческой армии и под командованием брата правителя Августина Каподистрии, принял участие в экспедиции по повторному освобождению Западной Средней Греции. Капитан Вулгарис получил приказ разработать план осады Навпакта и возглавить необходимые работы
В апреле 1829 года, А. Каподистрия осадил и занял Навпакт, а затем Антиррио, после чего сдались без боя турецкие гарнизоны Месолонгиона и Этоликона.
Вулгарис писал в Αναμνηστικά что: «это значительное отвоевание (Навпакта) привело к отвоеванию Месолонгиона, где с этой греческой экспедицией завершилась моя военная карьера».
В 1829 году Вулгарис сопровождал Иоанна Каподистрию в ходе инспекционной поездки последнего по Пелопоннесу. Д. Фотиадис в своей «Истории» упоминает его здесь как «художника, разработавшего градостроительный план Патр»:Δ-117.

## Последние годы
В августе 1830 года, Вулгарис, будучи больным, вернулся во Францию. В 1831 году он был повышен в звание подполковника (Chef de bataillon) французской армии.
В 1838 году, он ушёл в отставку, вернулся на Керкиру, которая к этому времени находилась уже под британским контролем, и поселился в родной деревне Потамос возле Левкими.
Он умер в Левкими в 1842 году.
Своим завещанием, Вулгарис оставил деньги друзьям и родственникам, а также консульству Франции для раздачи бедным французам провавшим на острове Керкира.

## Награды
В издании «Стаматис Вулгарис. Его тексты» отмечается что С. Вулгарис был награждён в Франции Орденом Почётного легиона и Орденом Святого Людовика, но с сожалением констатируется тот факт что он не был награждён награждён в Греции.

## Работы Вулгариса
- Σταμάτης Βούλγαρης, Examen moral des principaux tableaux de la galerie du Luxembourg en 1818, et considérations sur l'état actuel de la peinture en France, par M. Stamati Bulgari, (Gallica — BnF) (Ηθοπλαστική μελέτη των σημαντικότερων εικαστικών έργων της γκαλερί του Λουξεμβούργου το 1818, και εξέταση της γαλλικής ζωγραφικής των αρχών του 19ου αιώνα), Paris, 1827.
- Σταμάτης Βούλγαρης, Notice sur le comte Jean Capodistrias, Président de la Grèce, suivie d’un extrait de sa correspondance ; par Stamati Bulgari, Chef de bataillon au Corps Royal d’État-major, (Συνοπτική παρουσίαση του Κόμη Ιωάννη Καποδίστρια, Κυβερνήτη της Ελλάδας, ακολουθούμενη από ένα απόσπασμα από την αλληλογραφία του ; από τον Stamati Bulgari, Αντισυνταγματάρχη στο Βασιλικό Σώμα του Γενικού Επιτελείου), Delaunay, Paris, 1832.
- Σταμάτης Βούλγαρης, Souvenirs de Stamati Bulgari, Chef de bataillon au Corps Royal d'État-major, en retraite, (Gallica — BnF), (Αναμνηστικά του Stamati Bulgari, Αντισυνταγματάρχη στο Βασιλικό Σώμα του Γενικού Επιτελείου, σε σύνταξη), A. Pihan de La Forest, Paris, 1835.

## Современные издания работ С. Вулгариса и работы посвящённые ему
- Σταμάτης Βούλγαρης, Τα κείμενά του, Σταμάτης Βούλγαρης. Ο πρώτος Έλληνας πολεοδόμος, επιμέλεια: Μάρω Καρδαμίτση — Αδάμη, μτφρ. Μιχάλης Πολίτης, Χρήστος Σαλταπήδας, Christian Παπάς, κ.ά., εκδ. Libro, Αθήνα, 1996. ISBN 960-490-008-0, ISBN 978-960-490-008-4
- Ιωάννης Τραυλός, Αγγελική Κόκκου, Πολεοδομία και αρχιτεκτονική, Ιστορία του Ελληνικού Έθνους, τομ.ΙΓ, (1977), σελ.517
- Παύλος Κυριαζής, «Σταμάτης Βούλγαρης. Ο αγωνιστής, ο πολεοδόμος, ο άνθρωπος», στο: Συλλογικό, Πρώτοι Έλληνες τεχνικοί επιστήμονες περιόδου απελευθέρωσης, εκδ.Τεχνικό Επιμελητήριο Ελλάδος, Αθήνα, 1976, σελ.151-170